# ESTP Paris
A École spéciale des travaux publics, du bâtiment et de l'industrie (ESTP), é um dos mais prestigiosos institutos de engenharia francês, nomeadamente na área da construção civil[carece de fontes?]. 
Localizada em Paris, já formou 30000 engenheiros cujo 20000 ainda estão em actividade.

## Alunos notáveis
- Menachem Mendel Schneerson (1902 – 1994), último Rebe do movimento Chabad Lubavitch
- Ginette Hamelin (1913 – 1944), engenheira e arquiteta; membro da resistência francesa